# Zellerndorf
Zellerndorf ist eine Marktgemeinde mit 2389 Einwohnern (Stand 1. Jänner 2025) im Bezirk Hollabrunn in Niederösterreich.

## Geografie
Zellerndorf liegt im Weinviertel in Niederösterreich im „Retzer Land“ in unmittelbarer Nähe zu den Städten Retz und Pulkau. Die Entwässerung erfolgt vor allem durch die Pulkau, die das Gemeindegebiet in einer Höhe von 230 Meter von Westen nach Osten durchfließt.
Die Fläche der Marktgemeinde umfasst 41,16 Quadratkilometer. Davon sind 68 Prozent landwirtschaftliche Nutzfläche, 20 Prozent Weingärten und 2 Prozent der Fläche sind bewaldet.

### Gemeindegliederung
Das Gemeindegebiet umfasst folgende sechs Ortschaften (in Klammern Einwohnerzahl Stand 1. Jänner 2025):
- Deinzendorf (172)
- Dietmannsdorf (112)
- Pillersdorf (103)
- Platt (430)
- Watzelsdorf (436)
- Zellerndorf (1136)

Jeder der sechs Ortschaften entspricht eine Katastralgemeinde.

### Nachbargemeinden
| Schrattenthal | Retz                                        |             |
| Pulkau        | Kompassrose, die auf Nachbargemeinden zeigt | Pernersdorf |
| Röschitz (HO) | Sitzendorf an der Schmida                   | Guntersdorf |

## Geschichte
Auf dem Gemeindegebiet gefundene Hochgräber mit Skelettteilen und Grabbeigaben zeigen, dass das Land schon in der Bronzezeit besiedelt war. Aus der Hallstattzeit stammen Funde aus dem Friedhofsbereich, unter dem Kirchenboden wurden byzantinische Münzen entdeckt.
Ab dem 3. Jahrhundert v. Chr. befand sich nahe dem südlichen Ortsteil Platt auf dem Sandberg (340 m) eine große Keltensiedlung, die bis fast zur Zeitenwende bestand.
Der Ort wurde voraussichtlich im 9. Jahrhundert gegründet, da der Ortsname vom slawischen Personennamen Cel oder Sedl abstammt. Die erste urkundliche Erwähnung erfolgte im Jahr 1149, als Warmund von Eggendorf dem Stift Göttweig drei Zinslehen aus Celdrandorf (Zellerndorf) widmete. Die Pfarre wurde um 1200 eingerichtet, im Jahr 1374 wird von einer Schule im Pfarrhaus berichtet. Die heutige Pfarrkirche wurde in der ersten Hälfte des 14. Jahrhunderts erbaut. Ebenfalls aus dem 14. Jahrhundert stammt der südlich der Kirche stehende Karner.
Im Jahr 1871 wurde die Nordwestbahn eröffnet und mit der Eröffnung der Pulkautalbahn nach Sigmundsherberg ein Jahr später wurde Zellerndorf ein Bahnknotenpunkt. Die Markterhebung von Zellerndorf erfolgte 1931. Der Personenverkehr auf der Pulkautalbahn wurde 1988 eingestellt.

### Einwohnerentwicklung
| Zellerndorf: Einwohnerzahlen von 1869 bis 2025      | Zellerndorf: Einwohnerzahlen von 1869 bis 2025 | Zellerndorf: Einwohnerzahlen von 1869 bis 2025 | Zellerndorf: Einwohnerzahlen von 1869 bis 2025 | Zellerndorf: Einwohnerzahlen von 1869 bis 2025 |
| --------------------------------------------------- | ---------------------------------------------- | ---------------------------------------------- | ---------------------------------------------- | ---------------------------------------------- |
| Jahr                                                |                                                |                                                |                                                | Einwohner                                      |
| 1869                                                | 1869                                           |                                                | 4.108                                          | 4.108                                          |
| 1880                                                | 1880                                           |                                                | 4.421                                          | 4.421                                          |
| 1890                                                | 1890                                           |                                                | 4.635                                          | 4.635                                          |
| 1900                                                | 1900                                           |                                                | 4.217                                          | 4.217                                          |
| 1910                                                | 1910                                           |                                                | 4.128                                          | 4.128                                          |
| 1923                                                | 1923                                           |                                                | 4.031                                          | 4.031                                          |
| 1934                                                | 1934                                           |                                                | 3.828                                          | 3.828                                          |
| 1939                                                | 1939                                           |                                                | 3.864                                          | 3.864                                          |
| 1951                                                | 1951                                           |                                                | 3.640                                          | 3.640                                          |
| 1961                                                | 1961                                           |                                                | 3.102                                          | 3.102                                          |
| 1971                                                | 1971                                           |                                                | 2.870                                          | 2.870                                          |
| 1981                                                | 1981                                           |                                                | 2.679                                          | 2.679                                          |
| 1991                                                | 1991                                           |                                                | 2.561                                          | 2.561                                          |
| 2001                                                | 2001                                           |                                                | 2.656                                          | 2.656                                          |
| 2011                                                | 2011                                           |                                                | 2.549                                          | 2.549                                          |
| 2021                                                | 2021                                           |                                                | 2.407                                          | 2.407                                          |
| 2025                                                | 2025                                           |                                                | 2.389                                          | 2.389                                          |
| Quelle(n): Statistik Austria, Gebietsstand 1.1.2021 |                                                |                                                |                                                |                                                |

Von 1991 bis 2001 wuchs die Bevölkerungszahl durch eine Zuwanderung. Seither geht die Einwohnerzahl wieder zurück, da sowohl Geburtenbilanz als auch Wanderungsbilanz negativ sind.

## Kultur und Sehenswürdigkeiten

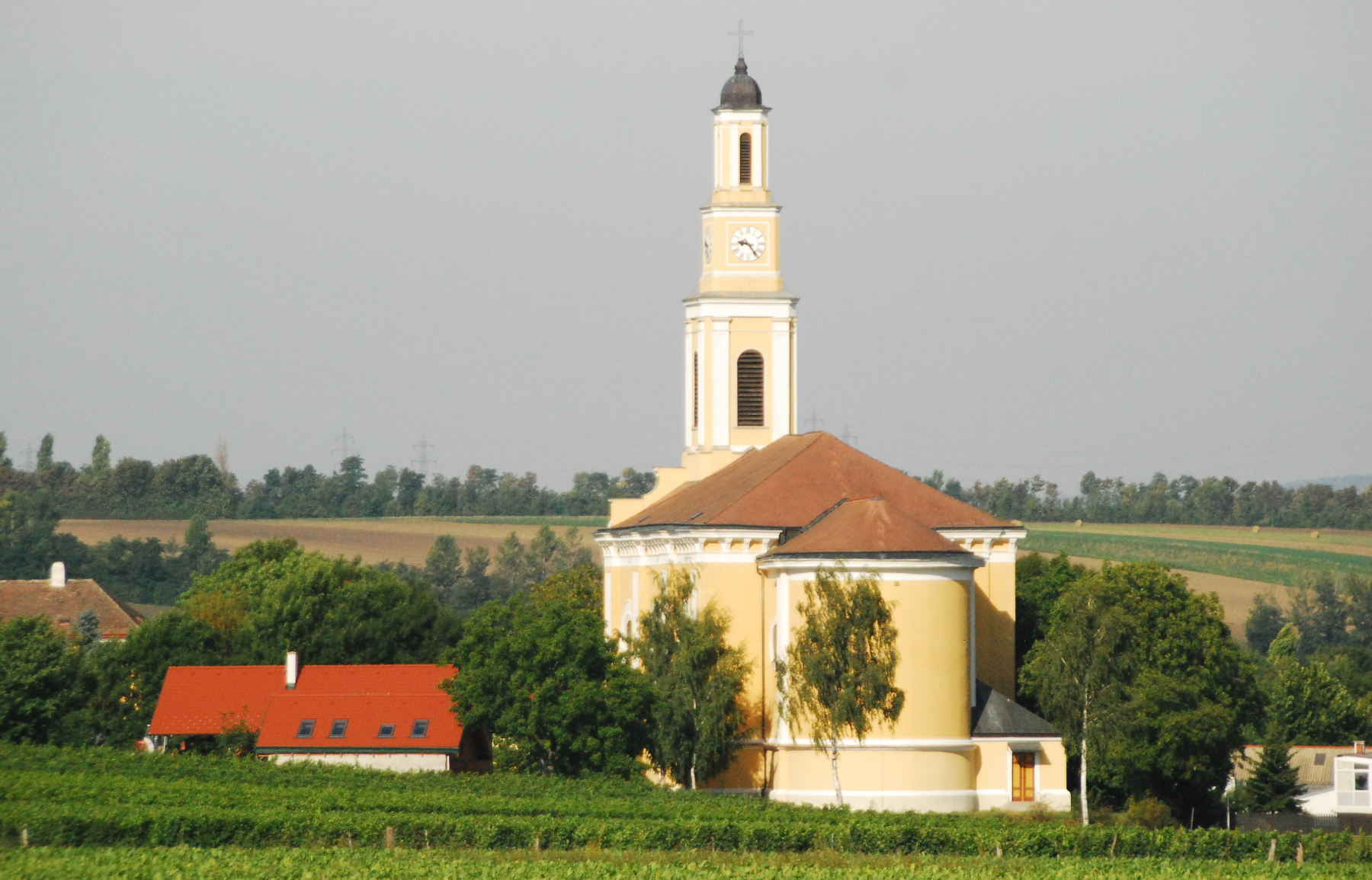
Pfarrkirche Platt

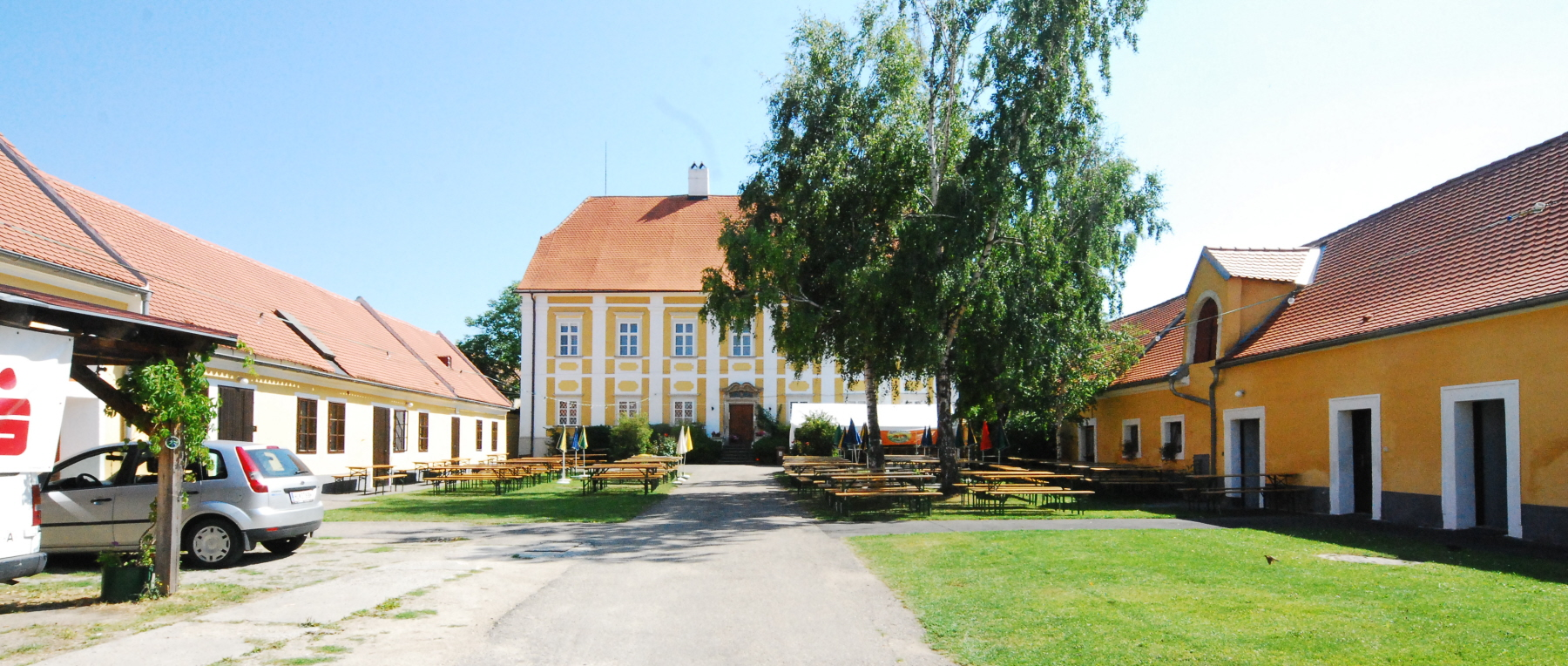
Pfarrhof Zellerndorf

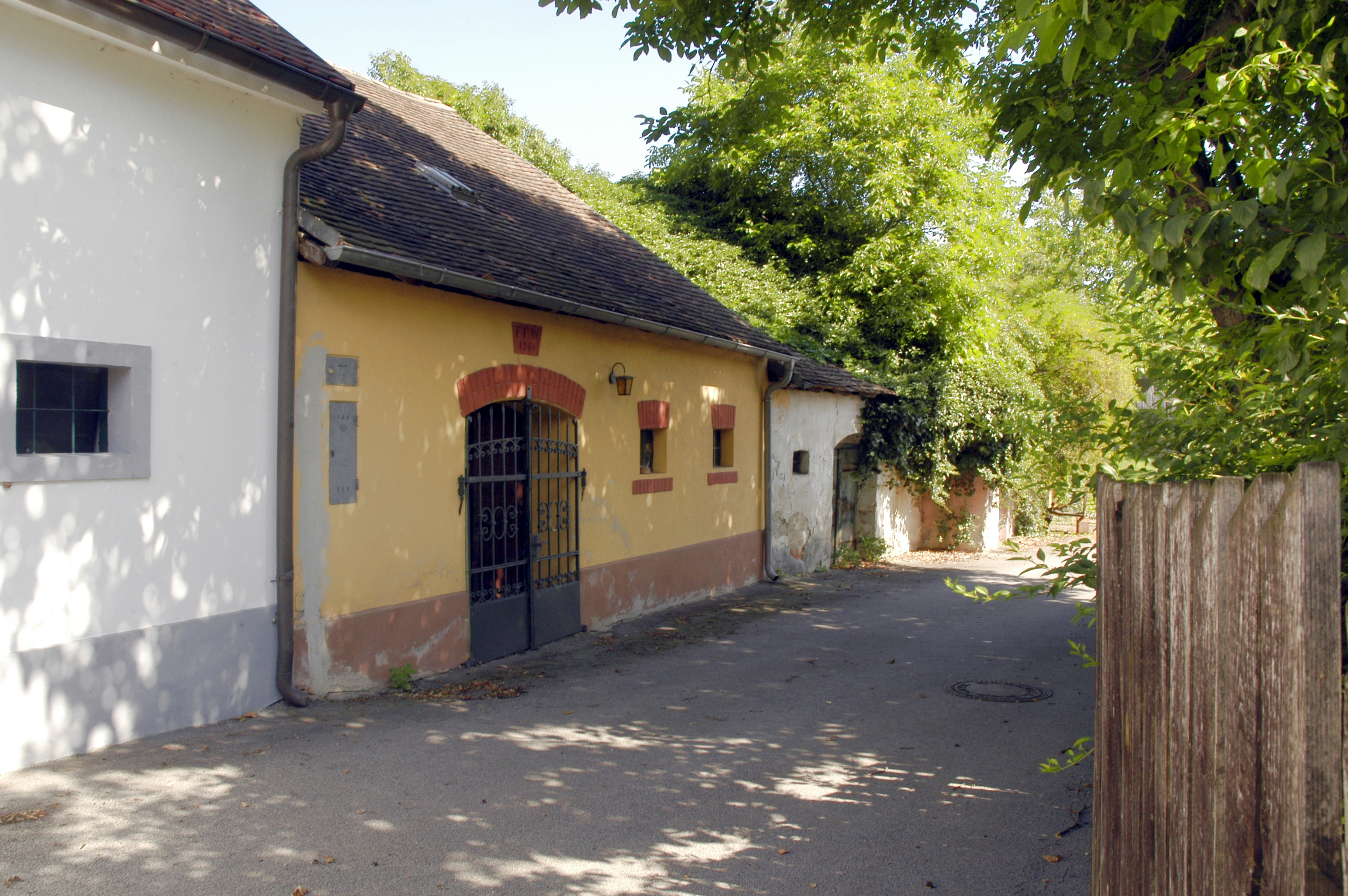
Kellergasse Rondelle in Deinzendorf

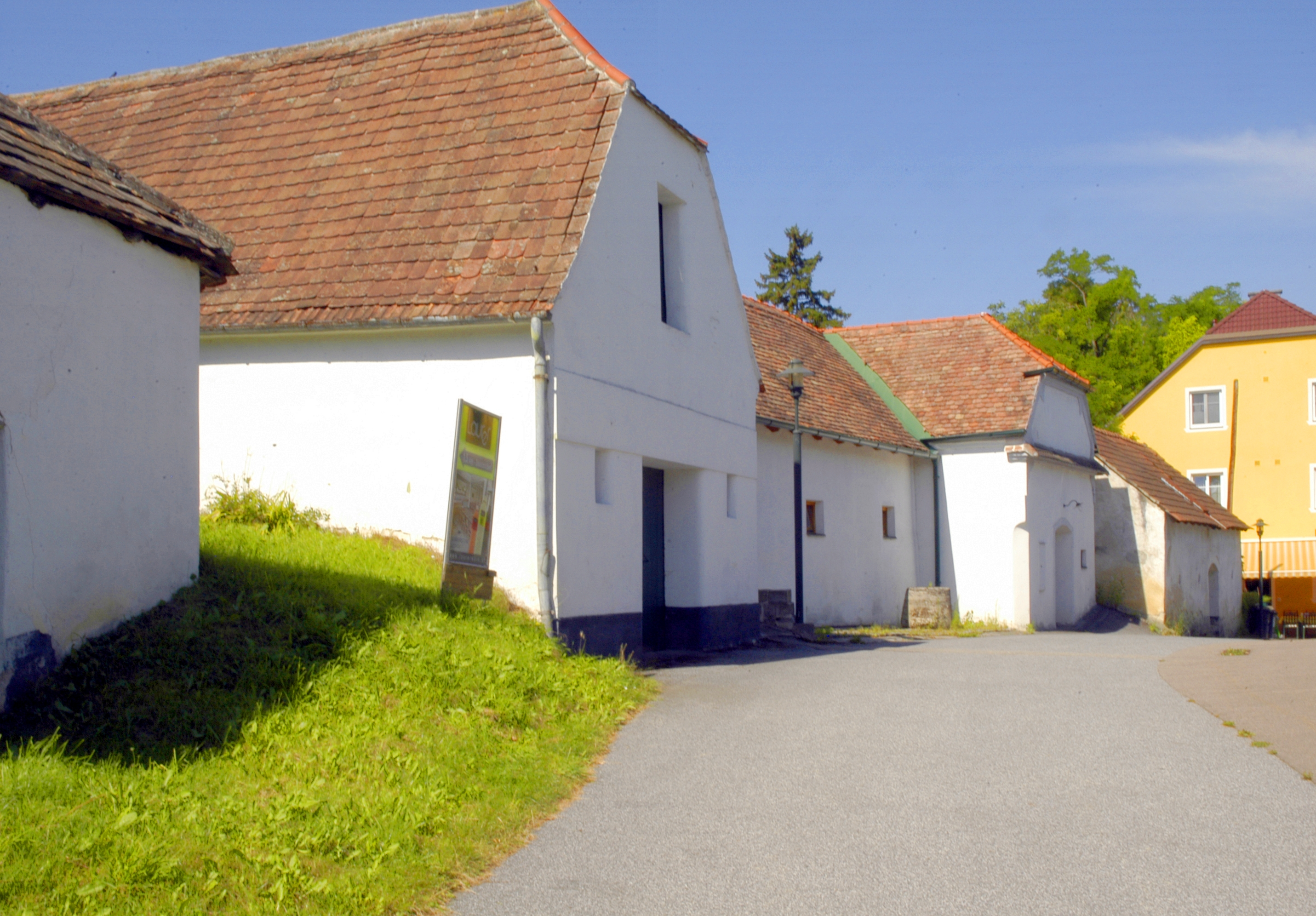
Kellergasse in Dietmannsdorf

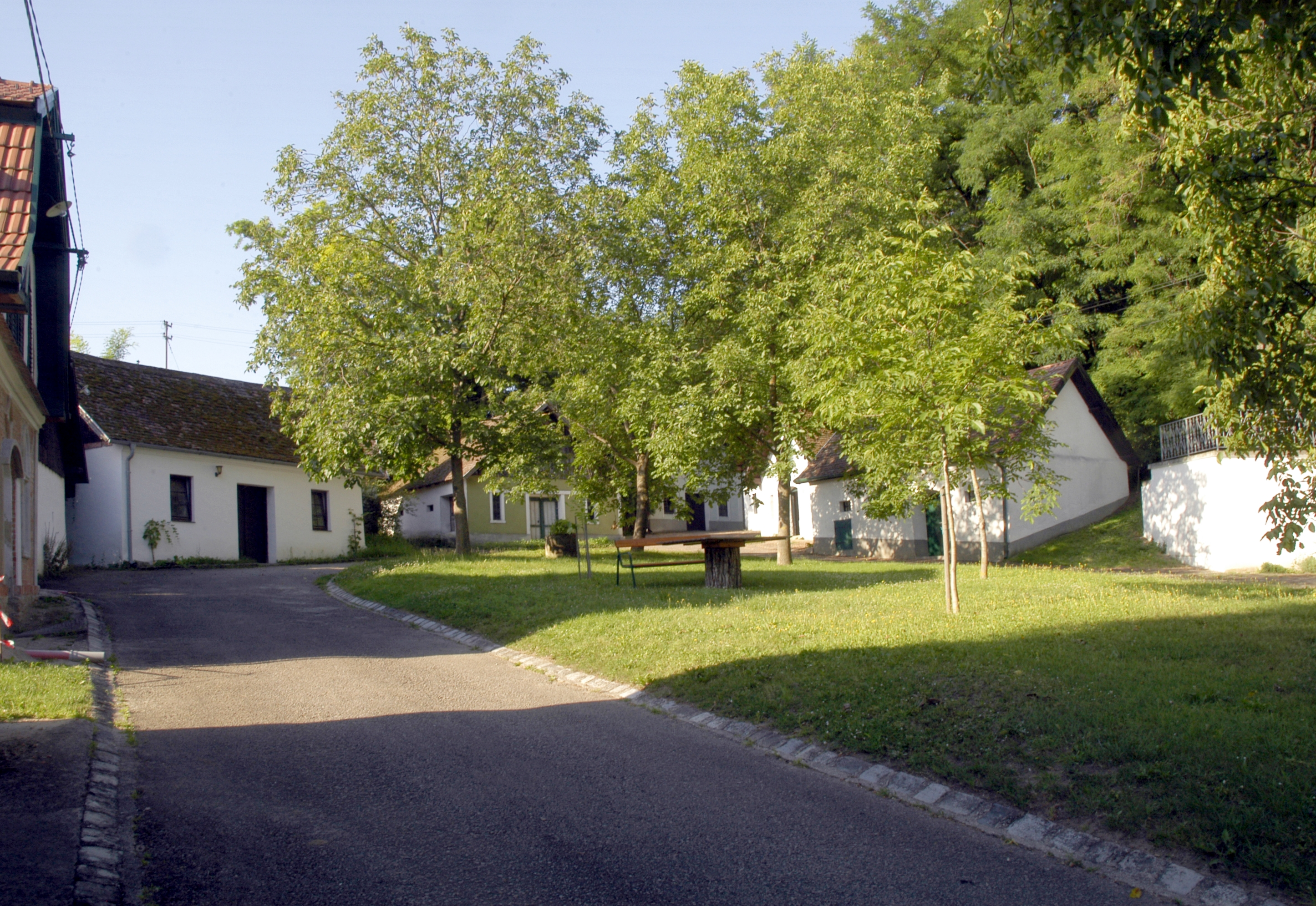
Kellergasse Nußwald in Platt

- Katholische Pfarrkirche Deinzendorf hl. Dreifaltigkeit
- Katholische Pfarrkirche Platt hl. Ulrich
- Katholische Pfarrkirche Watzelsdorf Kreuzerhöhung
- Katholische Pfarrkirche Zellerndorf Hll. Philipp und Jakob mit dem Karner Zellerndorf
- Pfarrhof Zellerndorf
- Keltensiedlung Sandberg zwischen Platt und Roseldorf

Veranstaltungen
- Kürbisfest im Retzer Land

## Wirtschaft und Infrastruktur
Nichtlandwirtschaftliche Arbeitsstätten gab es im Jahr 2001 60, land- und forstwirtschaftliche Betriebe nach der Erhebung 1999 247. Die Zahl der Erwerbstätigen am Wohnort betrug nach der Volkszählung 2001 1151. Die Erwerbsquote lag 2001 bei 44,39 Prozent.
Aufgrund der fruchtbaren Hänge hat auch der Weinbau Bedeutung. Beim Wartberg nördlich des Ortes befindet sich ein großer Steinbruch.

### Verkehr
- Bahn: Zellerndorf besitzt einen Bahnhof an der Nordwestbahn. Die Pulkautalbahn, die in Zellerndorf ihren Ausgang nahm, ist stillgelegt.

### Öffentliche Einrichtungen
In der Gemeinde gibt es einen Kindergarten, eine Volksschule und eine Neue Mittelschule.

## Politik

### Gemeinderat
Der Gemeinderat hat 21 Mitglieder.
- Nach den Gemeinderatswahlen in Niederösterreich 1990 hatte der Gemeinderat folgende Verteilung: 14 ÖVP, 6 SPÖ und 1 FPÖ.
- Nach den Gemeinderatswahlen in Niederösterreich 1995 hatte der Gemeinderat folgende Verteilung: 12 ÖVP, 7 SPÖ und 2 FPÖ.[7]
- Nach den Gemeinderatswahlen in Niederösterreich 2000 hatte der Gemeinderat folgende Verteilung: 13 ÖVP, 5 SPÖ, 2 BLZ–Bürgerliste Zellerndorf und 1 FPÖ.[8]
- Nach den Gemeinderatswahlen in Niederösterreich 2005 hatte der Gemeinderat folgende Verteilung: 13 ÖVP und 8 SPÖ.[9]
- Nach den Gemeinderatswahlen in Niederösterreich 2010 hatte der Gemeinderat folgende Verteilung: 11 ÖVP, 7 SPÖ, 2 WFZ–Wir für Zellerndorf und 1 FPÖ.[10]
- Nach den Gemeinderatswahlen in Niederösterreich 2015 hatte der Gemeinderat folgende Verteilung: 10 ÖVP, 8 SPÖ, 2 WIR–Wir sind Zellerndorf (ÖVP) und 1 FPÖ.[11]
- Nach den Gemeinderatswahlen in Niederösterreich 2020 hatte der Gemeinderat folgende Verteilung: 15 ÖVP und 6 SPÖ.[12]
- Nach den Gemeinderatswahlen in Niederösterreich 2025 hat der Gemeinderat folgende Verteilung: 15 ÖVP und 6 SPÖ.[13]

### Bürgermeister
- 1945–1960 Otto Wallig (ÖVP)
- bis 2010 Wilhelm Ostap (ÖVP)
- 2010–2015 Karl Schwayer (ÖVP)
- seit 2015 Markus Baier (ÖVP)[14]

### Wappen
Das Wappen wurde dem Markt im Jahr 1959 verliehen.

## Persönlichkeiten
Söhne und Töchter der Gemeinde
- Josef Pazelt (1891–1956), Autor, Pädagoge, Politiker (SdP), Abgeordneter zum Nationalrat
- Otto Wallig (1898–1969), Politiker (ÖVP), Mitglied des Bundesrates
- Günter Kaltenbrunner (* 1943), Fußballer im Nationalteam und Ehrenpräsident von Rapid
- Ernst Kaltenbrunner (Fußballspieler) (1937–1967), österreichischer Fußball-Nationalspieler